# زفيجنتس
زفيجنتس هي مدينة صغيرة (كان يبلغ عدد سكانها 3500 نمسة في سنة 2004) تقع في بولندا الجنوبية الشرقية في مقاطعة زاموسك لمحافظة لوبلين، بعيدة ب30 كلم عن زاموسك وب90 كلم عن لوبلين. تجد المدينة على نهر فيابش، في منطقة روزتوتشي التي تزخر بتلال وبغابات بدائية تشكل الحديقة الوطنية لروزتوتشي. فزفيجنتس مقر الحديقة وبفضل موقعها والجمال الطبيعي، فتشكل زفيجنتس مركزاً سياحياً مهماً في بولندا الجنوبية الشرقية.

## التاريخ
تأسست زفيجنتس عام 1593 على يد الأرستقراطي البولندي يان زامويسكي وكان المستشار العظيم والقائد الأعلى للمملكة البولندية آنذاك. وكانت المدينة مصيفاً ومكان للصيد والاستراحة له ولعائلته حتى عام 1944, ومن ذلك جاء اسم المدينة زفيجنتس ومعناه «حديقة الحيوانات» بالبولندية). وقامت أسرة زامويسكي ببناء قصر خشبي تحيط به حديقة وبحيرات وكذلك كنيسة كاثوليكية باروكية على إحدى جزر البحيرة. أصبحت زفيجنتس جزءاً من النمسا في عام 1772 بناء على تقسيم بولندا الأول، ولكن تم ضمها إلى الإمبراطورية الروسية عام 1815 على إثر الحروب النابليونية. كان القرن التاسع عشر فترة التنمية الصناعية المكثفة والسريعة للمدينة حيث تم تأسيس مصنع للجعة (واحد من الأقدم في بولندا في الوقت الحاضر) ومنشرة ومحطة طاقة وبعض مصانع أخرى فيها.
خلال الحرب العالمية الثانية، وجد في زفيجنتس مخيم نازي لأسرى الحرب وللناس المغتربين من منطقة زاموسك إلى الرايخ بين عام 1940 و1944. بعد الحرب العالمية الثانية، تم تأميم المدينة عام 1944 على إثر قيام الحكم الشيوعي في بولندا.

## آثار تاريخية ومعالم سياحي
- كنيسة القديس يوحنا نيبوموك، باروكية، من فترة 1741 و1747، التي هي موجودة على جزيرة وسط بحيرة
- القصر والحديقة من القرن الثامن عشر، كلاسيكي، منزل أسرة زامويسكيين سابقاً
- فيلا المدير العام لخواص أسرة زامويسكيين، خشبية
- فلل عديدة من النصف الأول من القرن العشرين
- مصنع الجعة من 1806، واحد من أقدم مصانع الجعة بولندا
- مقبرة يهودية من النصف الأول من القرن العشرين

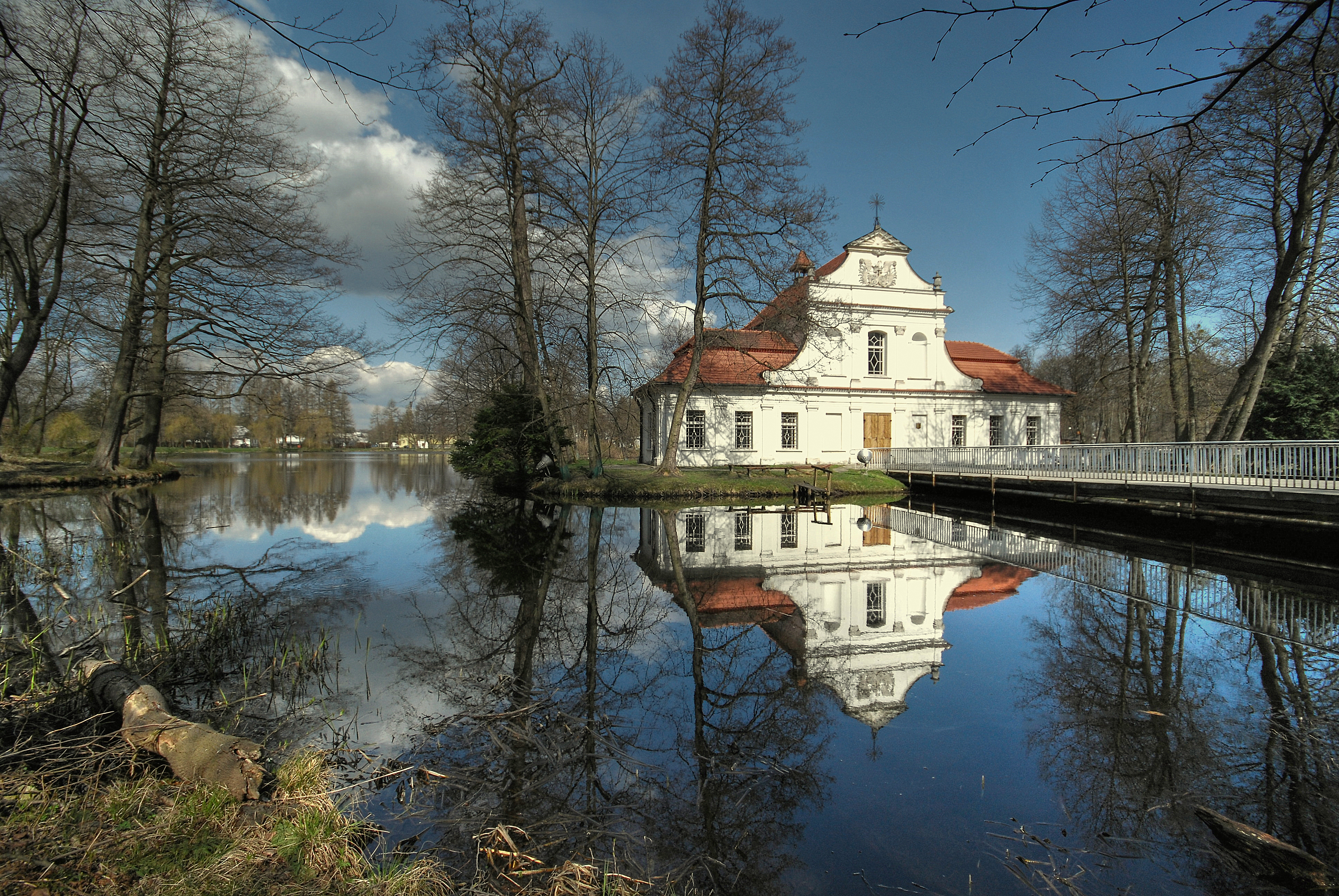
كنيسة القديس يوحنا نيبوموك
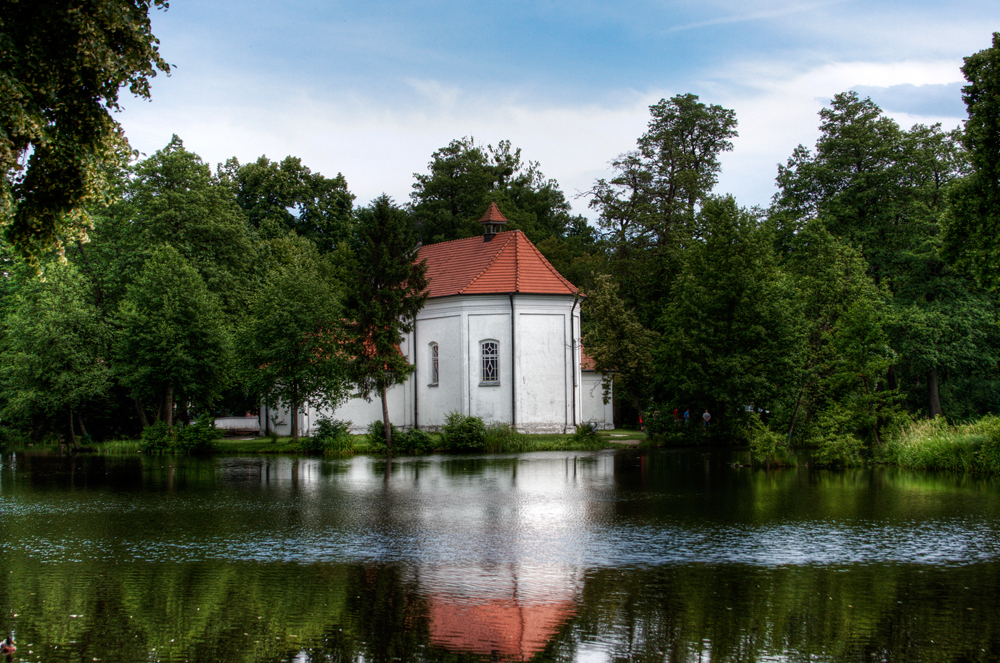
كنيسة القديس يوحنا نيبوموك
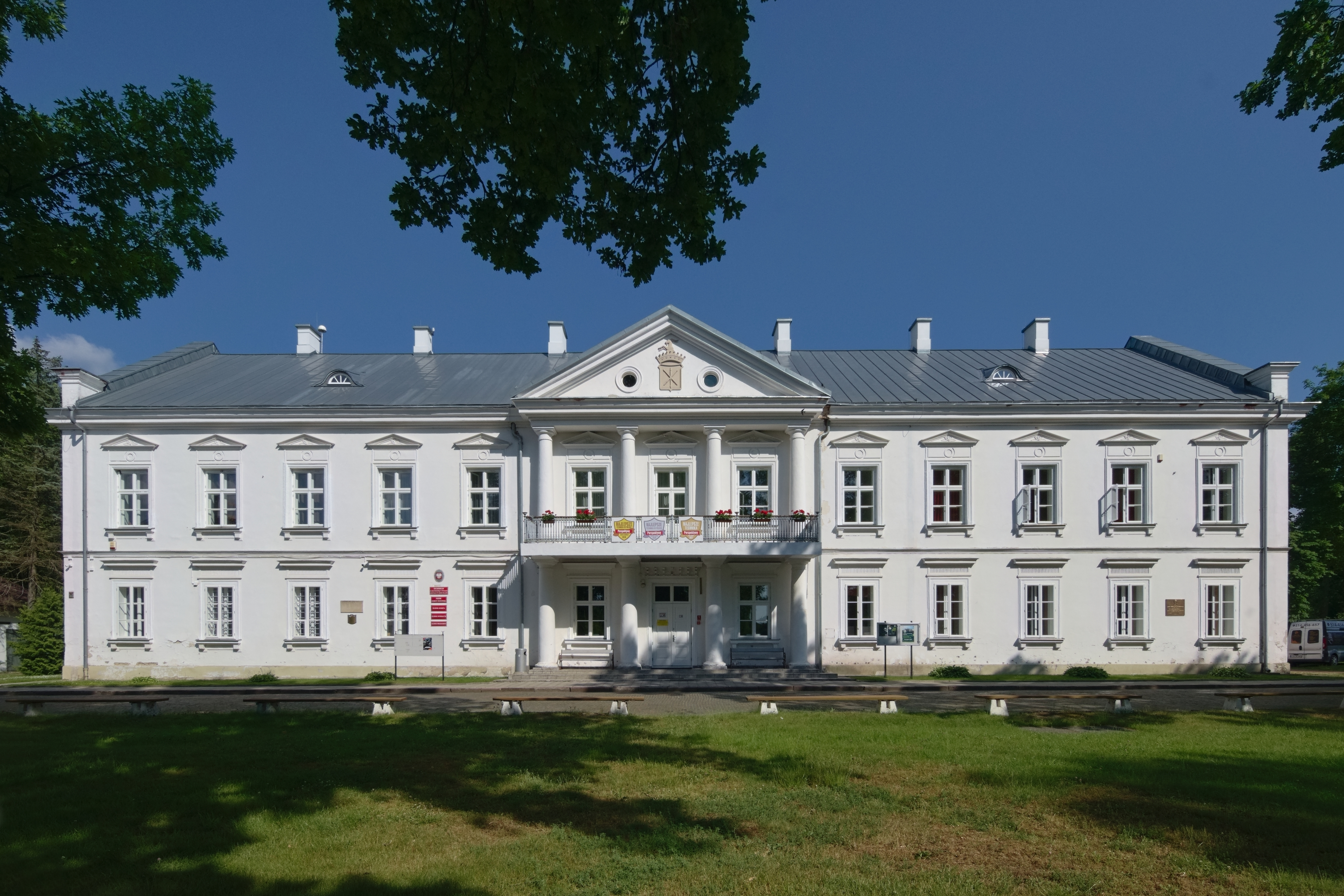
قصر أسرة زامويسكيين سابقاً
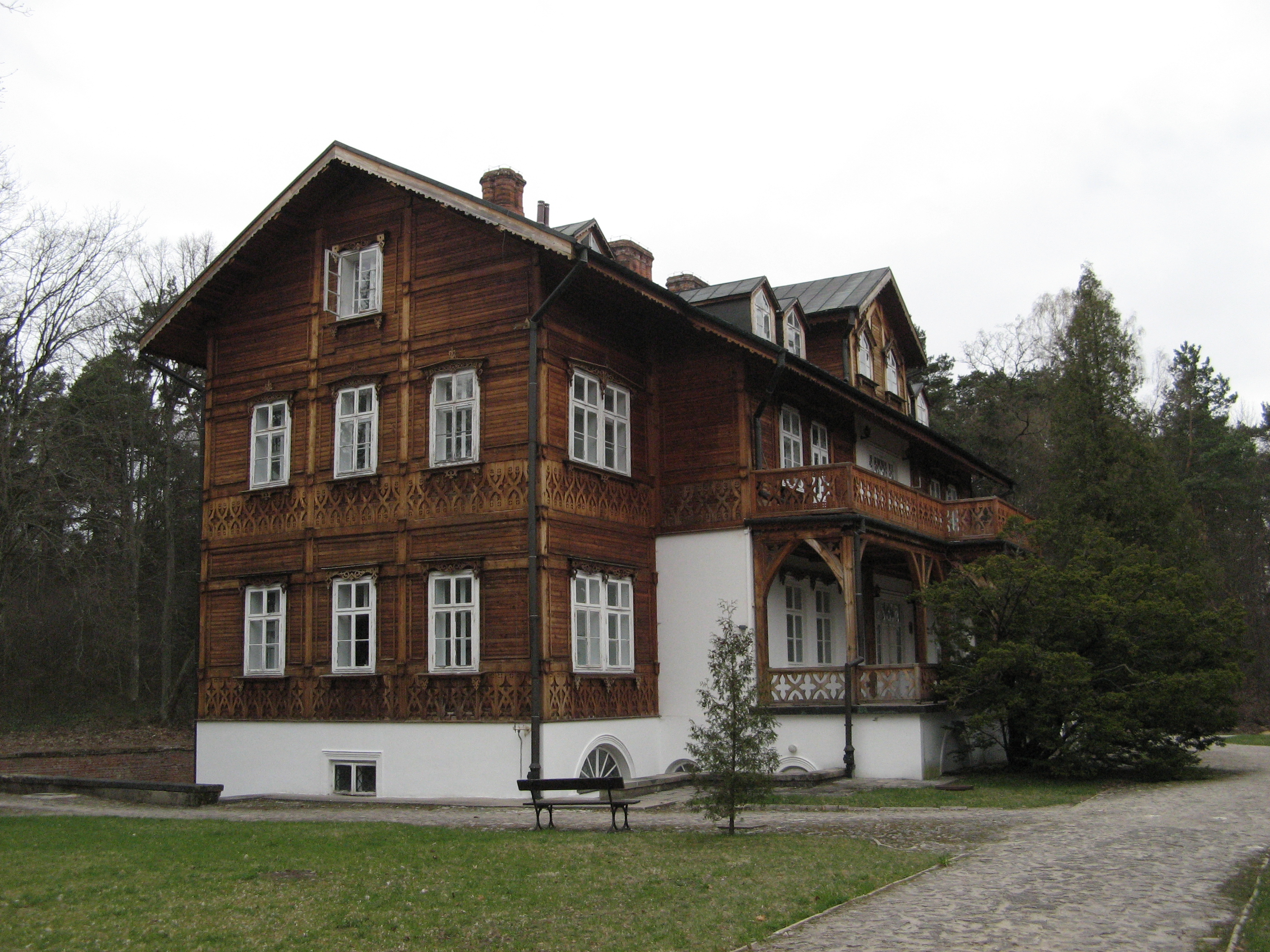
فيلا المدير العام
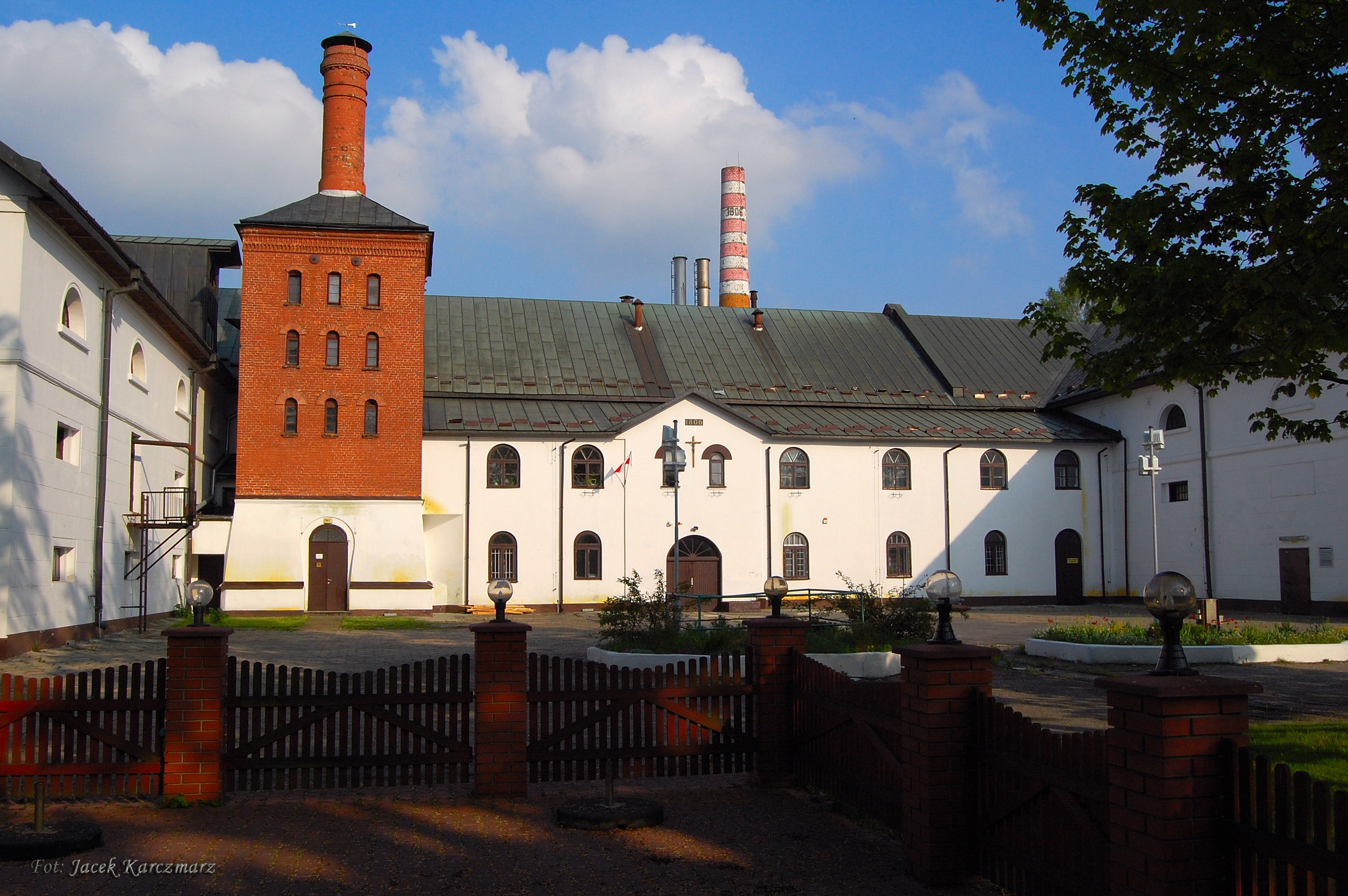
مصنع الجعة
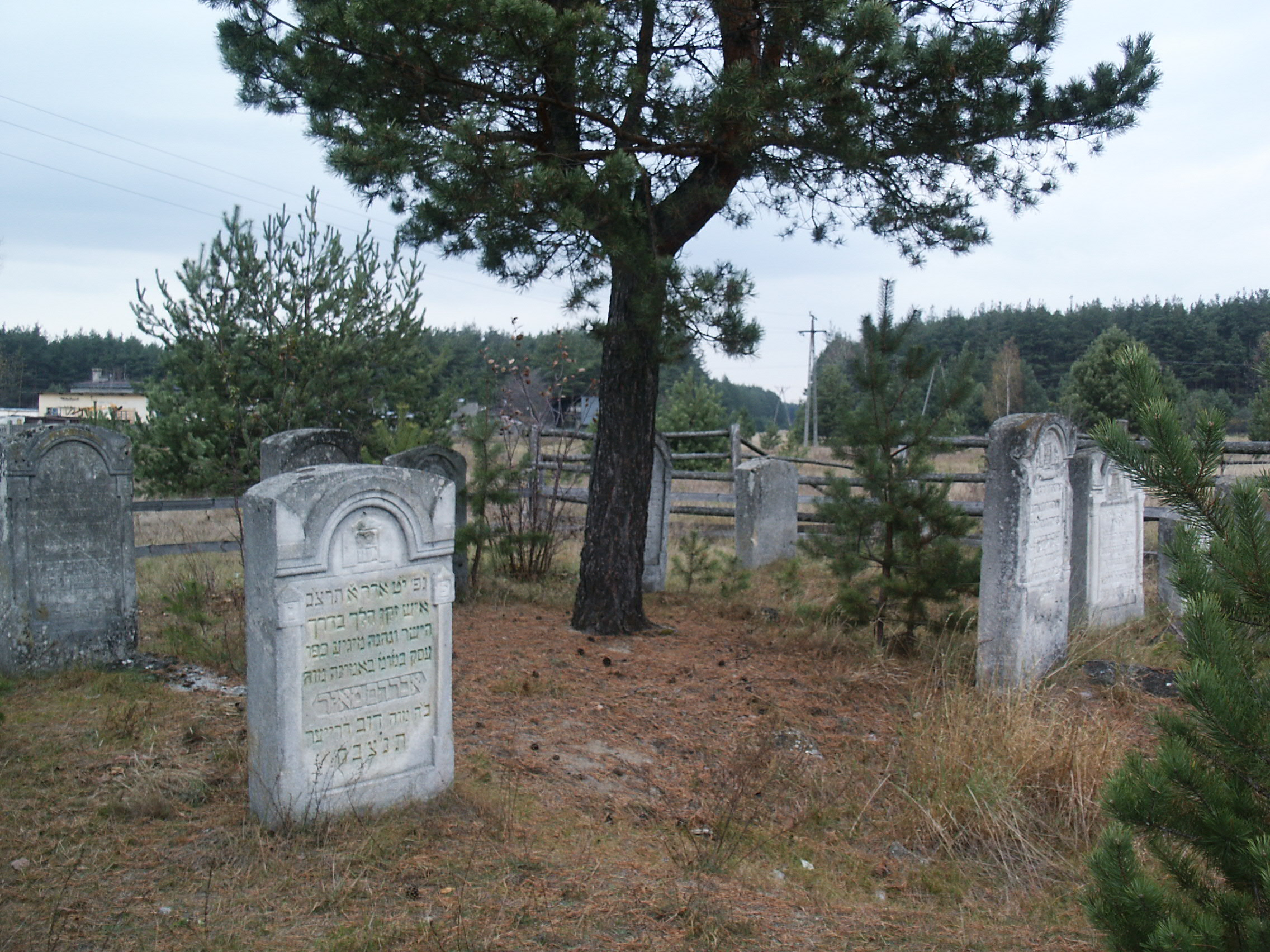
المقبرة اليهودية